# Георги Вълчев
Георги Томов Вълчев (роден на 7 март 1991 г.) е български футболист, който играе на поста полузащитник. Състезател на Хебър.

## Кариера

### Локомотив Пловдив
На 7 юли 2014 г. Вълчев е обявен за ново попълнение на Локомотив (Пловдив). Прави дебюта си на 26 юли при равенството 1:1 като домакин на Славия (София).

### Верея
На 10 януари 2018 г. Георги е подписва със старозагорския Верея. Записва своя дебют за тима на 17 февруари при загубата с 0:5 като домакин на ЦСКА (София).

### Славия
На 1 януари 2020 г. полузащитникът става част от отбора на Славия. Прави дебюта си на 17 февруари при победата с 0:1 като гост на Арда.

### Хебър
На 16 февруари 2023 г. Вълчев е обявен за ново попълнение на пазарджишкия Хебър. Дебютира на 20 февруари при равенството 0:0 като домакин на Спартак (Варна).